# Teenage Love Affair
«Teenage Love Affair» es una canción grabada por la cantautora estadounidense Alicia Keys para su tercer álbum de estudio As I Am (2007). Se lanzó el 22 de abril de 2008 por J Records como el tercer sencillo del disco.
Alcanzó el puesto 54 en el Billboard Hot 100 y el número 3 en Hot R&B/Hip-Hop Songs de Estados Unidos. Aclamada por la crítica, la canción ocupó el puesto 23 en la lista de las 100 mejores canciones de 2007 publicada por Rolling Stone.

## Antecedentes y producción
La pista fue producida por Keys and Splash y se basa en una muestra de la canción de 1972 de The Temprees «(Girl) I Love You», escrita por Josephine Bridges, Carl Hampton y Tom Nixon. La canción ocupó el puesto veintitrés en la lista de Rolling Stone de las 100 mejores canciones de 2007, y fue nominada acanción del año en los premios BET J Virtual Awards de 2008. Se lanzó a la radio urbana el 21 de abril de 2008. La canción fue un éxito comercial y de crítica en Estados Unidos, ingresando en las listas Billboard Hot 100 y Pop 100 y subió al número tres en Hot R&B Songs. Keys interpretó la canción en Late Show with David Letterman el 29 de abril de 2008. Swizz Beatz produjo un remix con LL Cool J , usando una muestra de la canción «Teenage Love» de Slick Rick de 1988.

## Listas y formatos
- Estados Unidos promocional CD[5]

1. «Teenage Love Affair» (Radio Edit) – 3:30
2. «Teenage Love Affair» (Versión álbum) – 3:10
3. «Teenage Love Affair» (Call Out Hook) – 0:10

- Europa promocional CD[6]

1. «Teenage Love Affair» (Versión álbum) – 3:10
2. «Teenage Love Affair» (Instrumental) – 3:07
3. «Teenage Love Affair» (Call Out Hook) – 0:10

- Australia CD[7]

1. «Teenage Love Affair» (Versión álbum) – 3:10
2. «Teenage Love Affair» (Instrumental Versión) – 3:07

- Estados Unidos 12 pulgadas[8]

A1. «Teenage Love Affair» (Versión álbum) – 3:10
A2. «Teenage Love Affair» (Instrumental Versión) – 3:07
B1. «I Need You» – 5:09
B2. «No One» (Salaam Remi Remix) (con Junior Reid) – 4:51
- Estados Unidos promocional 12 pulgadas (Remix)[9]

A1. «Teenage Love Affair» (Part II) (Main Version) (con LL Cool J) – 3:14
A2. «Teenage Love Affair» (Part II) (Instrumental Versión) – 3:13
B1. «Like You'll Never See Me Again» (Jony Rockstar Mix) – 3:51
B2. «Like You'll Never See Me Again» (Original Remix) (con Ludacris) – 4:06

## Posicionamiento en listas
| Listas (2007-2008)                         | Mejor posición |
| ------------------------------------------ | -------------- |
| Bélgica (Ultratip Bubbling Under) Wallonia | 24             |
| Eslovaquia (Radio Top 100)                 | 95             |
| Estados Unidos (Billboard Hot 100)         | 54             |
| Estados Unidos (Hot R&B/Hip-Hop Songs)     | 3              |
| Estados Unidos (Pop 100)                   | 99             |
| Estados Unidos (Rhythmic)                  | 32             |
| Nueva Zelanda (Recorded Music NZ)          | 21             |
| Países Bajos (Dutch Top 40)                | 21             |
| Reino Unido (UK Singles Chart)             | 199            |

| Listas (2008)                          | Mejor posición |
| -------------------------------------- | -------------- |
| Estados Unidos (Hot R&B/Hip-Hop Songs) | 20             |

## Historial de lanzamiento
| País           | Fecha               | Formato                     | Discográfica | Ref    |
| -------------- | ------------------- | --------------------------- | ------------ | ------ |
| Estados Unidos | 22 de abril de 2008 | 12 pulgadas vinilo          | J            | [ 8 ]  |
| Estados Unidos | 13 de mayo de 2008  | Rhythmic contemporary radio | J            | [ 20 ] |
| Australia      | 30 de junio de 2008 | CD                          | Sony BMG     | [ 21 ] |
| Estados Unidos | 8 de julio de 2008  | Contemporary hit radio      | J            | [ 20 ] |